# Tholosgrab da Roça do Casal do Meio
Das Tholosgrab da Roça do Casal do Meio liegt an einem völlig überwucherten Hang der Quinta do Calhariz, im Naturpark Arrábida in Portugal. Die Fundstelle liegt in der Gemeinde Castelo, östlich im Landkreis von Sesimbra, im Distrikt Setúbal im Südteil der historischen Region Estremadura.
Das Tholosgrab aus lokalem Kalkstein wurde zwischen dem 11. und 9. Jahrhundert v. Chr. in der Spätbronzezeit errichtet. Es wurde in den frühen 1960er Jahren von Octavio da Veiga Ferreira (1917–1997) und Georges Zbyszewski (1909–1999) während der Vermessungen für die Geologische Karte von Portugal entdeckt. 1972 wurde die Anlage von Konrad Spindler (1930–2005) und Veiga Ferreira ausgegraben und 1984 als Kulturerbe (Imóvel de Interesse Público) klassifiziert.
Das Monument enthielt zwei Bestattungen. Die Körper wurden in Rücken- und Seitenlage, einer als Hocker mit angezogenen Beinen gefunden. Mit den Bestattungen war eine Menge an Grabbeigaben verbunden. Der Schwerpunkt lag auf einigen Bronzen (eine Gürtelschnalle, einige Pinzetten und ein Ring). Zusätzlich wurden ein Elfenbeinkamm und Keramikgefäße gefunden, von denen einige ein kontrastreiches dekoratives brüniertes Ornament aufweisen, das in Portugal als „Ornatos Brunidos“ bekannt ist. 
Die Architektur nähert sich ähnlichen Strukturen im mediterranen Raum an, mit Parallelen zum mykenischen Tholostyp oder einigen Nuraghen Sardiniens. Sie besteht aus einer unrunden Kammer mit einer Kuppel und einem niedrigen Zugang. Es war ursprünglich von einem Tumulus bedeckt, der außen von einem Randsteinkreis begrenzt war, der durch große Kalksteinblöcke verstärkt wurde. Zwischen der Außenwand und der Kammer lag ein umlaufender Gang ohne erkennbaren Zugang.